# 오오모리 나오
오오모리 나오(일본어: 大森南朋, 1972년 2월 19일 ~ )는 일본의 배우이다. 도쿄도 출신. 아버지는 배우 마로 아카지, 형은 영화 감독 오오모리 타츠시이다.

## 인물
1993년, 마로 아카지 주연 영화 《사잔 윈즈 일본편 도쿄 게임》으로 데뷔하였다. 2007년에 방송 된 NHK 토요드라마 《하게타카》의 주인공 와시즈 마사히코 역에 발탁되었다. 2010년 NHK 대하드라마 《료마전》에서는 다케치 한페이타 역으로 1화(1월 3일)부터 28화(7월 11일)까지 출연하였다. 배우 활동 외에도 내레이션, 광고 모델, 뮤직 비디오에 출연하는 등 다양한 분야에서 활동하고 있다.

## 출연작

### 영화
- 1993년 《사잔 윈즈 일본편 도쿄 게임》
- 1997년 《복수 -사라지지 않는 상처-》
- 1997년 《세토우치 문라이트 세레나데》
- 1998년 《Looking for》
- 1999년 《살고싶다》
- 1999년 《천사에게 버림받은 밤》
- 2000년 《산몬야쿠샤》
- 2000년 《MONDAY》
- 2000년 《자와자와 시모키타자와》
- 2000년 《겁쟁이 (똘마니)》
- 2001년 《Quartet 쿼텟》
- 2001년 《킬러1》
- 2001년 《봄잠 자는 세타가야》
- 2002년 《PERFECT BLUE 꿈이라면 깨길......》
- 2002년 《돌스》
- 2002년 《8월의 환상》
- 2002년 《태평한 누나》
- 2002년 《해충》
- 2002년 《파코다테인》
- 2002년 《DRIVE》
- 2002년 《DEMONLOVER》
- 2003년 《1 이치》
- 2003년 《OUT》
- 2003년 《신 형사축제 ~일발 대역전~》
- 2003년 《릴리 오브 더 밸리》
- 2003년 《원숭이》
- 2003년 《아카메 48 폭포 자살미수》
- 2003년 《아이덴 & 티티》
- 2003년 《바이브레이터》
- 2004년 《심호흡의 필요》
- 2004년 《하나와 앨리스》
- 2004년 《세상의 중심에서 사랑을 외치다》
- 2005년 《부드러운 생활》
- 2005년 《란포지옥》
- 2005년 《오밤중의 야지상 키타상》
- 2005년 《열쇠가 없어》
- 2005년 《언젠가 지평선 너머》
- 2005년 《게르마늄의 밤》
- 2005년 《캐치볼 가게》
- 2005년 《좋아해,》
- 2005년 《욕망》
- 2006년 《눈물이 주룩주룩》
- 2006년 《CHiLDREN 칠드런》
- 2006년 《철콘 근크리트》
- 2006년 《그래도 내가 하지 않았어》 - 야마다 코지 역
- 2006년 《무시시》
- 2007년 《비록 세상이 끝나더라도 Cycle soul apartment》
- 2007년 《M》
- 2007년 《미드나잇 이글》
- 2007년 《젤리, 초콜릿, 파인》
- 2008년 《서쪽의 마녀가 죽었다》
- 2008년 《TOKYO!》
- 2008년 《아킬레스와 거북이》
- 2009년 《피쉬 스토리》
- 2009년 《하게타카》
- 2009년 《웃는 경관》
- 2009년 《USB》
- 2009년 《잃어버린 마법의 섬 홋타라케》
- 2010년 《스윗 리틀 라이즈》
- 2010년 《골든 슬럼버》
- 2010년 《쇼와My Little Town / KAI BAND》 - 내레이션
- 2011년 《우리 개 이야기》
- 2011년 《진 왈츠》
- 2011년 《매일 엄마》
- 2011년 《마호로 역 다다 심부름집》
- 2011년 《경멸》
- 2011년 《코쿠리코 언덕에서》
- 2011년 《언페어 the answer》
- 2011년 《래빗 호러 3D》
- 2012년 《도쿄플레이보이클럽》
- 2012년 《ALWAYS 3번가의 석양'64》
- 2012년 《막역가족》
- 2012년 《포테토칩》
- 2014년 《신이 말하는 대로》 - 타쿠미 역
- 2014년 《가부키초 러브호텔》 - 타케나카 카즈키 역
- 2015년 《S - 최후의 경관 - 탈환》 - 타쿠미 역
- 2017년 《아웃레이지 파이널》 - 이치카와 역
- 2019년 《퍼스트 러브》 - 오토모 형사 역
- 2020년 《구름 위에 살다》 - 요시다 타다시 역
- 2022년 《닥터 코토 진료소》
- 2023년 《쿠비》 - 하시바 히데나가 역

### 드라마
- 《기묘한 이야기》
  - 1996년 미드나잇 DJ - 미키사 역
  - 2003년 그림자가 겹쳐질 때
  - 2011년 분신 - 다사키 마모루 역
- 2000년 《아줌마 형사! 사스가 히메코4 스토커의 미녀 연쇄 살인!》 - 아카마 도오루 역
- 2002년 《사랑의 도피》
- 2002년 《사랑과 멋과 남자》
- 2003년 《노스 포인트 팜 사이드송》
- 2003년 《하미다시 형사 열혈과VII》 제10화 마지막 사건부! 기쿠에의 눈물과 고백
- 2003년 《Dr.코토 진료소》 - 사카노 다카시 역
- 2003년 《괴담신이대》
- 2003년 《유령단지 서구Ⅲ》 - 지노우라 역 (file No.0023 영화관 나카무라 구)
- 2004년 《소방대원 코마치》 - 미쿠니 마모루 역
- 2004년 《나와 그녀와 그녀가 사는 길》 - 가쓰마타 료타 역
- 2004년 《부부.》 - 모토키 신고 역
- 2005년 《타이거 & 드래곤》 - 보스 가타오카 역 (다도 편)
- 2005년 《사랑의 시간》 - 다니카와 고헤이 역
- 2005년 《하루와 나츠, 전하지 못한 편지》 - 조지 하라다 역
- 2005년 《클라이머스 하이》 - 사야마 다쓰야 역
- 2006년 《못난이의 눈동자를 사랑해》 - 다케다 다케 역
- 2006년 《칠드런》 - 진나이 다쓰야 역
- 2006년 《Dr.코토 진료소2006》 - 사카노 다카시 역
- 2007년 《하게타카》 - 와시즈 마사히코 역
- 2008년 《프리즈너》 - 폰 역
- 2010년 《료마전》 - 다케치 한페이타 역
- 2010년 《SPEC~경시청공안부공안제5과 미상사건특별대책계사건부~》 - 사토나카 미쓰구 역 (5화 게스트)
- 2011년 《BOSS 시즌2》 - 모리오카 히로시 역
- 2012년 《운명의 인간》 - 야마베 가즈오 역
- 2012년 《리갈하이2 - SP》 - 큐죠 카즈마 역
- 2013년 《서점원 미치루의 신상이야기》
- 2013년 《S -최후의 경관-》
- 2015년 《코우노도리》

### 뮤직 비디오
- 2003년 시이나 링고 - 茎(STEM)~大名遊ビ編~
- 2006년 야마자키 마사요시 - ADDRESS
- 2009년 유즈 - 虹
- 2009년 사이토 가즈요시 - COME ON!

### 게임
- 2016년 용과 같이 6: 생명의 시 - 이와미 츠네오